# Šatrovački
Šatrovački ist eine im Serbokroatischen verbreitete Spielsprache, in der die Silben umgekehrt werden. Sie wird am meisten in den urbanen Zentren Belgrad, Sarajevo und Zagreb gesprochen. In Nordkroatien und Montenegro ist sie allerdings so gut wie nicht verbreitet.

## Herkunft
Der Begriff Šatrovački leitet sich aus dem „šatra“ ab, das anfangs die Wörter der Roma bezeichnete, die Einzug in die mazedonische und serbokroatische Sprache fanden. Diese wurde oftmals als Geheimsprache innerhalb der Gefängnisse und des Gaunermilieus verwendet und dessen Ausdrücke flossen später in die Umgangssprache der Mittelschicht ein. Šatrovački ist mehrere Generationen alt, und mit jeder neuen Generation gibt es neue Begriffe in der Spielsprache. Als Jugendsprache dagegen erfährt sie z. B. in Serbien eine neue Konkurrenz durch das sogenannte Serblish (eine Mischung des Serbischen mit englischen Buchstaben, Wörtern und Begriffen), welche durch die Internet-Generation eingeführt wurde.

## Aufbau
Einige Beispiele des Šatrovački:
- zeldi – dizel (Diesel)
- ciba – baci (schmeiss (her))
- mojne – nemoj (nicht, lass es)
- loma – malo (wenig)
- tebra – brate (Bruder)
- Ganci – Cigan (Zigeuner)
- derpe – peder (Homosexueller)
- ljakse – seljak (Bauer)
- zipa – pazi (pass auf, gib Acht)
- tenkre – kreten (Idiot)
- Riha Tama Riha – Hari Mata Hari (bosnische Pop-Gruppe)
- Šba Likče – Baš Čelik (Ein Bösewicht aus den serbischen Epen)
- Šta mai – Šta ima (Was geht?)
- katabr naže – brkata žena (eine bärtige Frau, z. B. Frida Kahlo)
- zabr nahra – brza hrana (Fast Food)
- hopsi – psiho (Psycho)
- vugla – glava (Kopf)
- ljadro – drolja (Schlampe)
- vutra – trava (Gras)
- gudro – droga (Drogen)
- vopi – pivo (Bier)
- suljpa – pasulj (Bohnen)
- vozdra – zdravo (Grüße, Hallo in Sarajevo)
- čkapi or capi – pička, pica (Möse, Feigling, Heuchler)
- dismr – smrdi (es stinkt)
- žika – kaži (sag (es))
- konza – zakon (Gesetz)
- balfud – fudbal (Fußball)
- cupi – pica (Pussy, hübsches Mädchen)
- rijamu – murija (von milicija, Polizei)
- Ćobra jamo lami – Braćo moja mila ("Meine lieben Brüder!", drückt im Bosnischen Verwunderung aus)
- Kblo Konza – Blok Zakon (Neu-Belgrad ist die Macht)
- Munze Konza – Zemun Zakon (Zemun ist die Macht)
- tozla – Zlato (Gold)
- Rajvosa – Sarajevo
- lobe – belo (Weiß)
- tožu – žuto (Gelb)

Beispielsätze:
Brate, neću da igram fudbal. (Bruder, ich will nicht Fußball spielen):

Tebra, ćune da grami balfud.
Pazi brate, murija! (Pass auf, Bruder, die Polizei):

Zipa tebra, rijamu!

## Utrovački
Neben Šatrovački gibt es ebenso die Spielsprache Utrovački, die in den 1990ern in Belgrad entstand, jedoch nicht die Verbreitung fand wie das Šatrovački. Beim Utrovački wird die Vorsilbe u dazugegeben sowie oftmals danach die Vorsilben za zwecks besserer Verständigung.